# 木下光生
木下 光生（きのした みつお、1973年 - ）は、日本の日本史学者、奈良大学教授。専門は近世日本史。

## 人物・来歴
福岡県久留米市生まれ。1996年立命館大学文学部日本史学専攻卒業。2001年大阪大学大学院文学研究科博士後期課程修了、「近世身分制社会と葬送の研究」で博士（文学）。奈良大学文学部准教授をへて、教授。

## 著書
- 『近世三昧聖と葬送文化』塙書房 2010
- 『貧困と自己責任の近世日本史』人文書院 2017

### 共編著
- 『日本史学のフロンティア』1-2 荒武賢一朗,太田光俊共編. 法政大学出版局, 2015.1
- 『ロスジェネのすべて 格差、貧困、「戦争論」』雨宮処凛編著,倉橋耕平,貴戸理恵,松本哉共著. あけび書房, 2020.2

## 論文
- <木下光生